# King Puck
King Puck è un album di Christy Moore, pubblicato dalla Columbia Sony Records nel 1993. Il disco fu registrato al Sulan Studio di Ballyvoumey, Macroom (contea di Cork in Irlanda).

## Tracce
Lato A
1. Before the Deluge – 5:16 (Jackson Browne)
2. The Two Conneeleys – 3:38 (Christy Moore, Wally Page)
3. Lawless – 3:40 (M. Curry)
4. Yellow Furze Woman – 4:04 (Christy Moore, Wally Page)
5. Giuseppe – 2:30 (Christy Moore, Jimmy Faulkner)
6. Sodom & Begorra – 3:36 (Christy Moore)
7. Johnny Connors – 2:50 (Christy Moore, Wally Page)
8. King Puck – 1:48 (Christy Moore, Wally Page)
9. Away Ye Broken Heart – 2:50 (P. Stewart)
10. Me and the Rose – 13:20 (Christy Moore)

## Musicisti
- Christy Moore - voce, chitarra, bodhrán
- Jimmy Faulkner - chitarra
- Neil McColl - chitarra, mandolino
- Pat Crowley - accordion
- Roger Askew - organo hammond
- Chris Corrigan - fiddle
- Maire Breathnac - fiddle, viola